# Mill Brook (dopływ Middle River of Pictou)
Mill Brook – strumień (brook) w kanadyjskiej prowincji Nowa Szkocja, w hrabstwie Pictou, płynący w kierunku wschodnim i uchodzący do Middle River of Pictou; nazwa urzędowo zatwierdzona 22 marca 1926.